# Theristus (P.) velox
Theristus (P.) velox är en rundmaskart. Theristus (P.) velox ingår i släktet Theristus, och familjen Monhysteridae. Arten är reproducerande i Sverige.